# Béthines
Béthines is een gemeente in het Franse departement Vienne (regio Nouvelle-Aquitaine) en telt 512 inwoners (1999). De plaats maakt deel uit van het arrondissement Montmorillon.

## Geografie
De oppervlakte van Béthines bedraagt 36,1 km², de bevolkingsdichtheid is 14,2 inwoners per km².
De onderstaande kaart toont de ligging van Béthines met de belangrijkste infrastructuur en aangrenzende gemeenten.

## Demografie
Onderstaande figuur toont het verloop van het inwonertal (bron: INSEE-tellingen).